# Paolo Siani (musicista)
Paolo Siani (Genova, ...) è un batterista italiano, noto per essere stato membro dei Nuova Idea e dell'Equipe 84.

## Biografia

### Con i Nuova Idea
Paolo Siani, da non confondere con l'omonimo politico, è considerato  il batterista dei Nuova Idea, nati come gruppo beat genovese dei Plep, dal nome dei componenti Paolo Martinelli, Luciano Blasato, Enrico Casagni e, appunto, lo stesso Siani; che, nel 1969, cambiano nome in J. Plep dopo l'ingresso nel gruppo di Giorgio Usai (incidendo un 45 giri per la Carosello) e, l'anno dopo, diventano Nuova Idea con la formazione costituita dai chitarristi Marco Zoccheddu (sostituto, nel 1972, da Antonello Gabelli e, l'anno dopo, da Ricky Belloni) e Claudio Ghiglino, dal tastierista Giorgio Usai, dal bassista Enrico Casagni e, appunto, dallo stesso batterista Siani.
Dopo lo scioglimento della band, avvenuto nel 1972, Paolo Siani e Ricky Belloni formano il gruppo dei Track incidendo nel 1974, per la Decca, l'album Track Rock.

### Da nuovo membro dei J.E.T. a turnista
Sempre nel 1974, Siani sostituisce Renzo "Pucci" Cochis nei J.E.T., che collaborano al singolo d’esordio come solista della cantante Antonella Ruggiero (accreditata con lo pseudonimo di "Matia"), intitolato La strada del perdono. L'anno dopo collabora, in veste di turnista, al primo singolo dei Matia Bazar (solo lato A) Stasera... che sera!.

## Discografia

### Da nuovo membro dei J.E.T. a turnista
- 1974: La strada del perdono/Io, Matia (Ariston, AR 0634; con i J.E.T. e la partecipazione di Antonella « Matia » Ruggiero)
- 1975: Stasera... che sera!/Io, Matia (Ariston, AR 00669; lato A Matia Bazar, lato B Antonella « Matia » Ruggiero e i J.E.T.)